# Украинские казачьи конные полки Российской империи (1812—1864)

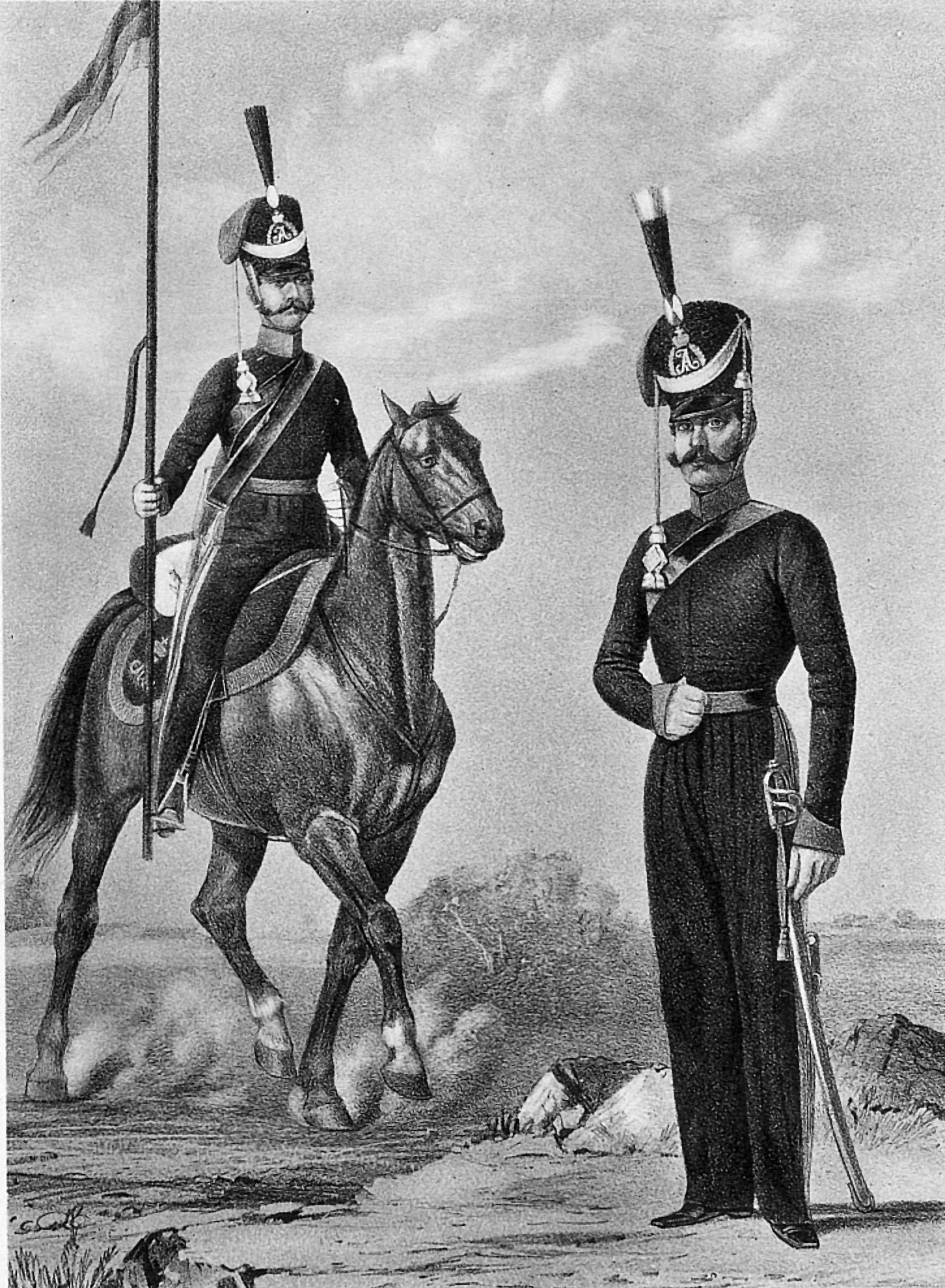
Казак и унтер-офіцер конных полков Полтавской губернии (1812—1815 гг.).

Украинские казацкие полки (укр. Украї́нські коза́цькі по́лки) — казацкие военные подразделения, созданные на территории Киевской, Подольской, Полтавской и Черниговской губерний с привлечением Бугского казачьего войска из части ранее ликвидированных полков и добровольцев во время Отечественной войны 1812 г.. Во всех остальных губерниях шел обычный рекрутский набор. Действовали в течение 1812-16 гг..

## Отечественная война 1812 года
После начала отечественной войны 1812 г. для усиления южного направления в Российской империи началось формирование новых конных подразделений. Первым поступило распоряжение от 5 июня о создании четырёх казачьих полков в Киевской и Подольской губерниях:
«Из людей к казачьей службе способных и издавна навыком и охотою к ней известных»
Следующим был рескрипт от начала июля императора Александра I, по которому генерал-губернатор Малороссии Яков Лобанов-Ростовский должен был организовать создание аналогичных полков в Полтавской и Черниговской губерниях. Для упрощения набора и стимулирования новобранцев им было обещано возвращение упраздненных в 1783 году казацких прав и привилегий, это поддержал Петр Багратион. Ещё три полка выставило Бугское казачье войскоо.
Возникли 15-ть (9 полтавских и 6 черниговских вместо запланированных восьми) частей общей численностью 42 тысячи воинов. В то же время началось создание ополчения. Как ополченцы, так и казаки вооружались, покупали обмундирование и содержались не за счет государственных, а частных средств. Узнав о значительных расходах на указанные нужды местных спонсоров-волонтеров, правительство существенно уменьшило им казенные налоги..
Известные украинские помещики Дмитрий Трощинский и Василий Капнист отстояли перед генерал-губернатором придание этим полкам украинского характера. Проект организации казацких полков поддержл сенатор Михаил Миклашевский. К ним присоединились казаки и крепостные крестьяне, желавшие улучшить своё социальное положение. Среди организаторов полков в Полтавской губернии был и Иван Котляревский. Общая численность участников всех ополченских и казацких полков на территории Украины достигала 60 тыс. человек.
В 1813—1815 г. часть казацких полков участвовала в заграничном походе русской армии. После окончания войны в 1816 г. часть этих полков была переформирована в уланские полки, а часть демобилизована.

## Польское восстание (1830—1831)
Во время польского восстания 1830—1831 гг. 6 мая 1831 г. было сформировано 8 конных полков. 1832 г. первоначально два из них были переведены (в августе) и поселены на Северном Кавказе, затем ещё два переданных (на начало сентября) в таможенное ведомство, 30 сентября все полки были расформированы, а входившие в их состав казаки назначены для переселения на Кавказ.

## Крымская война
Во время Крымской войны на основании особого манифеста императора Александра II от 7 мая 1855 г. было сформировано 6 конных полков по 7 сотен каждый, всем полкам был предоставлен флаг. По завершении войны все эти полки в апреле 1856 г. были расформированы.

## Польское восстание (1863—1864)
Последний раз казацкие украинские конные полки были сформированы во время польского восстания 1863—1864 гг. 25 мая 1863 года: 1-й и 2-й Полтавские и 3-й Черниговский. В июне 1864 г. их расформировали.

## Состав
| Полк                           | Командир                                        | Численность | Место формирования             |
| Конные казацкие полки          |                                                 | 10800       | Полтавская губерния            |
| 1-й полк Полтавской губернии   | К. К. Куклярский, А. А. Щеткин                  | 1200        | Говтва                         |
| 2-й полк Полтавской губернии   | Лукьянович, А. А. Дараган                       | 1200        | Белики                         |
| 3-й полк Полтавской губернии   | А. И. Кулябка, Оверня, А. Я. Лобанов-Ростовский | 1200        | Камышня                        |
| 4-й полк Полтавской губернии   | Н. М. Копцевич, М. Л. Муравьёв                  | 1200        | Крапивна                       |
| 5-й полк Полтавской губернии   | Иван Котляревский, Г. Рудницкий, А. Санкивский  | 1200        | Горошино                       |
| 6-й полк Полтавской губернии   | М. П. Свечка                                    | 1200        | Яготин                         |
| 7-й полк Полтавской губернии   | В. И. Александрович                             | 1200        | Сребное                        |
| 8-й полк Полтавской губернии   | де Коннор                                       | 1200        | Иваница                        |
| 9-й полк Полтавской губернии   | Товбичев                                        | 1200        | Веприк                         |
| Конные казацкие полки          |                                                 | 7200        | Черниговская губерния          |
| 1-й полк Черниговской губернии | А. П. Безбородько, М. Я. Семека                 | 1200        | Чернигов                       |
| 2-й полк Черниговской губернии | Потрясов                                        | 1200        | Семёновка                      |
| 3-й полк Черниговской губернии | С. С. Шапошников-Сахнов                         | 1200        | Короп                          |
| 4-й полк Черниговской губернии | А. М. Бакан, Миклевский                         | 1200        | Воронеж                        |
| 5-й полк Черниговской губернии | фон Шейнерт                                     | 1200        | Кобица                         |
| 6-й полк Черниговской губернии | Барсуков, Я. И. Турчанинов                      | 1200        | Ромны и Глухов                 |
| Конные казацкие полки          |                                                 | 4772        | Киевская и Подольская губернии |
| 1-й полк Київської губернії    | Пихельштейн                                     | 1055        | Махновка                       |
| 2-й полк Киевской губернии     | Оболенский                                      | 1248        | Белая Церковь                  |
| 3-й полк Киевской губернии     | Щербаков                                        | 1255        | Умань                          |
| 4-й полк Подольской губернии   | Миницкий                                        | 1214        | Каменец-Подольский             |
| Бугское казачье войско         |                                                 | 1500        |                                |
| 1-й полк Бугских казаков       | Чеченский                                       | 500         | -                              |
| 2-й полк Бугских казаков       | -                                               | 500         | -                              |
| 3-й полк Бугских казаков       | Селистранов                                     | 500         | -                              |